# List

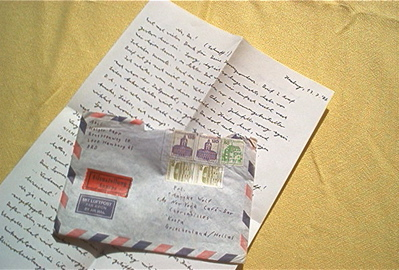
Tradycyjny list wraz z kopertą

List – gatunek piśmiennictwa, lub w innym ujęciu teoretycznym – literatury stosowanej. Pisemna wiadomość wysyłana przez jedną osobę (nadawcę) do drugiej (adresata). Sztuka pisania listów (zgodnie z panującymi obyczajami) to epistolografia.
Tradycyjny list to wiadomość zapisana na kartce (kartkach) papieru i zapieczętowana lub wysłana do adresata w kopercie. Terminem list określa się niekiedy także wiadomość wysłaną za pośrednictwem poczty elektronicznej (e-mail).

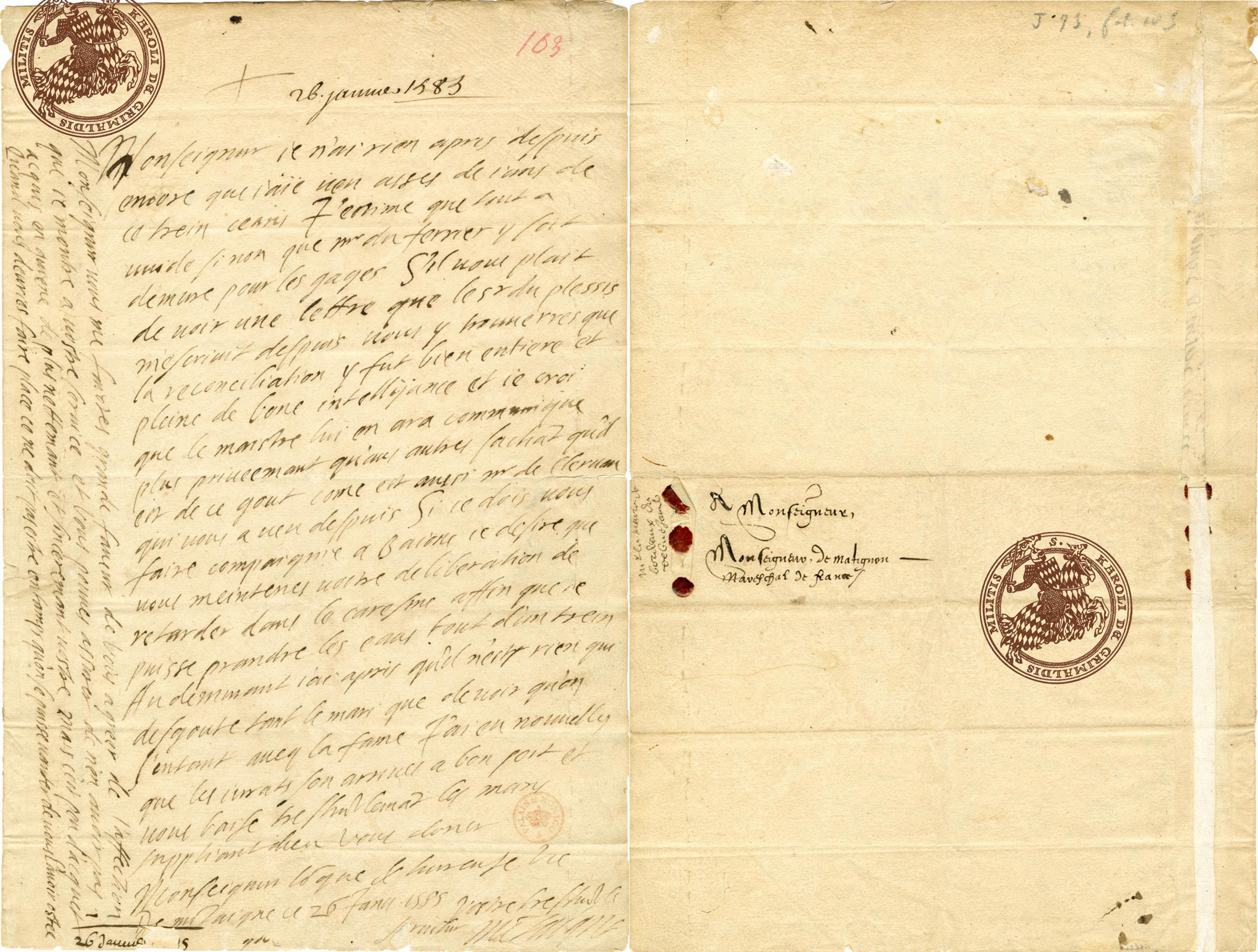
List Montaigne do marszałka de Matignon, 26 stycznia 1585

## Historia i ewolucja listu
List jest prawdopodobnie tak stary, jak stare jest samo pismo. Pisanie listów rozpowszechnione było już w starożytnym Egipcie, Chinach i państwie Sumerów, później w Imperium rzymskim, starożytnej Grecji, aż do chwili obecnej. Z tej formy wymiany informacji korzystano zarówno w celach prywatnych (np. list do rodziny lub przyjaciela, list miłosny), jak i w dyplomacji, nauce, czy działalności religijnej (dużą część Biblii stanowią listy). Do chwili wynalezienia telegrafu, a później telefonu i internetu był to jedyny sposób na porozumiewanie się ludzi na odległość.
Od końca XX wieku list tracił na znaczeniu stopniowo wypierany przez szybsze i bardziej bezpośrednie sposoby komunikacji. Współcześnie wysyłanie prywatnych listów należy do rzadkości i związane jest zwykle z koniecznością przesłania w kopercie, obok wiadomości, innych przedmiotów: zdjęć, dokumentów czy zaproszeń. Z drugiej strony obecnie wysyła się coraz więcej listów związanych z działalnością komercyjną lub reklamową.

## Nadanie i dostarczenie listu
Treść tej sekcji należy opracować w taki sposób, aby nie uwypuklała nadmiernie polskiej specyfiki / aby nie zawężała się tylko do polskich warunków
Dokładniejsze informacje o tym, co należy poprawić, być może znajdują się w dyskusji tej sekcji.
 Po wyeliminowaniu niedoskonałości należy usunąć szablon {{Dopracować}} z tej sekcji.

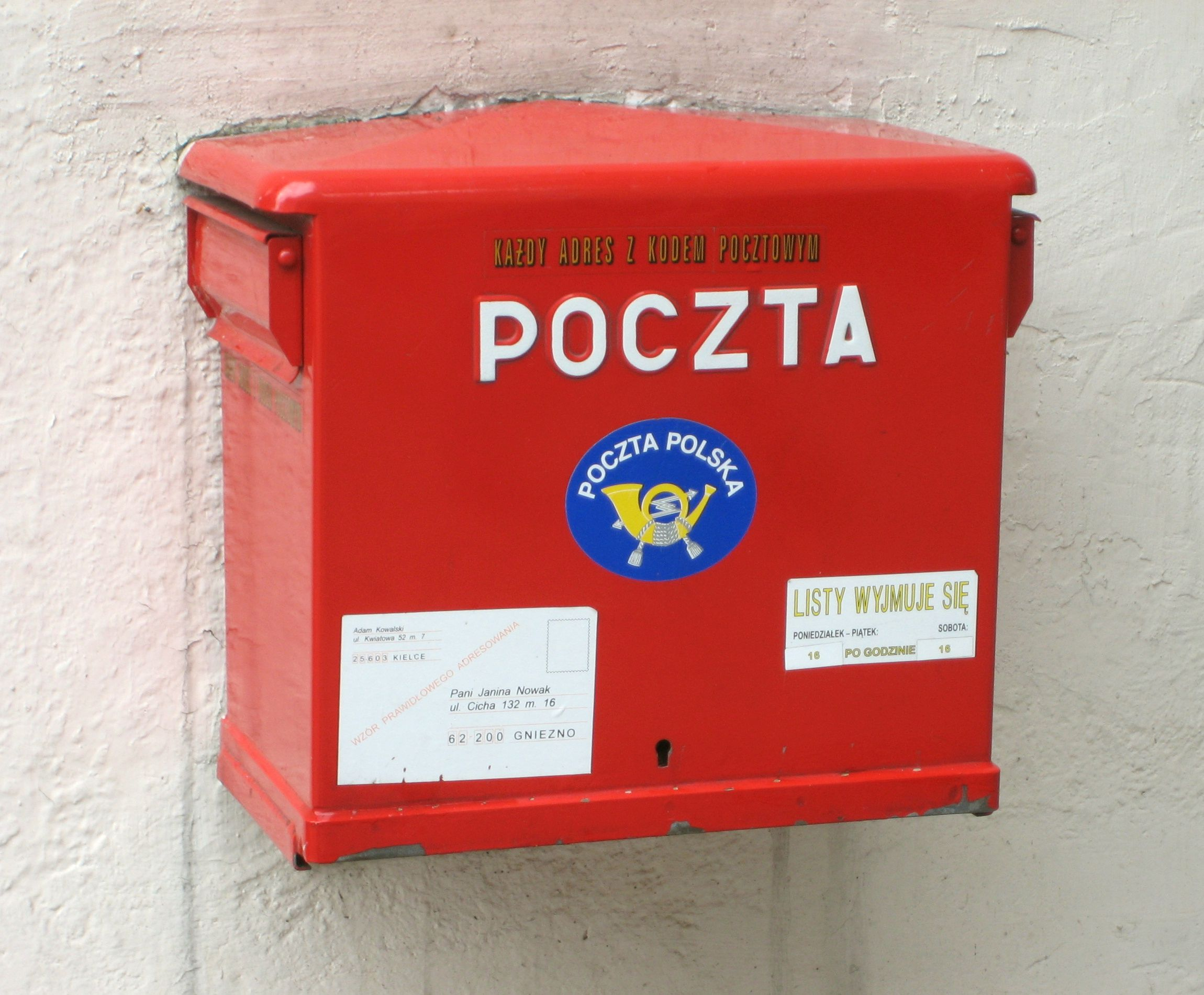
Skrzynka pocztowa Poczty Polskiej (2006)

W procesie tym wyróżnić można następujące zdarzenia:
1. Nadawca pisze list, wkłada go do koperty i adresuje, czyli pisze na kopercie imię i nazwisko lub nazwę adresata oraz oznacza miejsce, gdzie list ma być dostarczony.
2. Nadawca kupuje znaczek i nakleja go na kopertę, uiszczając w ten sposób opłatę za doręczenie listu (możliwe jest również opłacenie przesyłki w okienku pocztowym, znaczek może być wówczas zastąpiony pieczątką z nazwą placówki nadawczej i napisem Taxe perçue (opłata pobrana).
3. Nadawca wrzuca list do skrzynki pocztowej lub oddaje go do rąk pracownika urzędu pocztowego. Osoby niepełnosprawne w całym kraju oraz wszyscy mieszkańcy terenów wiejskich mogą również nadawać listy wręczając je listonoszowi.
4. Nadawcze skrzynki pocztowe podlegają planowemu opróżnianiu przynajmniej raz dziennie (teoretycznie po 15.00, ale skrzynki we wsiach – w porach chodu listonosza) i przynajmniej pięć razy w tygodniu. Nadawcze skrzynki pocztowe typu miejskiego (bez okienka na żeton) są opróżniane przez służby ekspedycyjne Poczty Polskiej. Nadawcze skrzynki pocztowe typu wiejskiego (z okienkiem na wymienny żeton z nazwą dnia najbliższego wyjmowania listów) są opróżniane przez listonoszy podczas bieżącej obsługi rejonu doręczeń. Podczas opróżnienia takiej skrzynki listonosz ma obowiązek wymienić włożony żeton na nowy, z nazwą kolejnego dnia, w którym skrzynka będzie opróżniona. Listy z opróżnień są przekazywane do opracowania przez rozdzielaczy, a następnie po przesortowaniu są z nich tworzone wiązanki listowe, które trafiają do worków pocztowych kierowanych do odsyłek do poszczególnych węzłów pocztowych.
5. Listy są segregowane w oparciu o kody pocztowe i adres przeznaczenia.
6. Pracownik placówki pocztowej stawia pieczątkę z datą nadania listu.
7. List trafia do placówki oddawczej obsługującej dany rejon doręczeń lub do punktu kontaktowego, w którym listonosz obsługujący dany rejon zaopatruje się w korespondencję.
8. Listonosz doręcza list do adresata lub pozostawia go w skrzynce oddawczej umieszczonej na drzwiach mieszkania lub innym miejscu.

## Wady tradycyjnego listu
Treść tej sekcji należy opracować w taki sposób, aby nie uwypuklała nadmiernie polskiej specyfiki / aby nie zawężała się tylko do polskich warunków
Dokładniejsze informacje o tym, co należy poprawić, być może znajdują się w dyskusji tej sekcji.
 Po wyeliminowaniu niedoskonałości należy usunąć szablon {{Dopracować}} z tej sekcji.
- Listy doręczane są przez ludzi, zatem istnieje szansa na doręczenie niewłaściwej osobie lub niemożność doręczenia niedokładnie zaadresowanego listu. Dlatego ważne jest, aby zawsze podawać na kopercie adres nadawcy. W Polsce przesyłki listowe (i paczki pocztowe), których nie można doręczyć adresatowi ani zwrócić nadawcy są kierowane do Oddziału Przesyłek Niedoręczalnych w Urzędzie Pocztowym Koluszki 2, gdzie są otwierane przez 3-osobową komisję, a następnie – w przypadku ustalenia na podstawie zawartości właściwego adresata lub adresu nadawcy – jest podejmowana próba ich ponownego doręczenia lub zwrócenia nadawcy. W przeciwnym przypadku zawartość posiadająca wartość handlową jest okresowo wystawiana na publiczną licytację, a zawartość posiadająca cechy dokumentu lub bieżącej korespondencji jest komisyjnie niszczona.

- Możliwe jest przekazanie wiadomości bez zgody adresata, wystarczy wiedzieć, gdzie mieszka.